# Districten van Maleisië
Maleisië heeft een federale structuur en is opgedeeld in deelstaten en federale territoria, die onderverdeeld zijn in districten. In Malakka (West-Maleisië) valt een district direct onder een deelstaat. De twee deelstaten in Oost-Maleisië (Sabah en Sarawak) bestaan daarentegen uit bestuurlijke deelgebieden (bahagian), die vervolgens zijn onderverdeeld in districten.
De federale territoria zijn districten die direct door de federale regering worden bestuurd. Dat zijn Kuala Lumpur en Putrajaya in Malakka, en Labuan in Oost-Maleisië.

## Johor
- Batu Pahat
- Johor Bahru
- Kluang
- Kota Tinggi
- Kulai
- Ledang
- Mersing
- Muar
- Pontian
- Segamat

## Kedah
- Baling
- Bandar Baharu
- Kota Setar
- Kuala Muda
- Kubang Pasu
- Kulim
- Langkawi
- Padang Terap
- Pendang
- Pokok Sena
- Sik
- Yan

## Kelantan
- Bachok
- Gua Musang
- Jeli
- Kota Bharu
- Kuala Krai
- Machang
- Pasir Mas
- Pasir Putih
- Tanah Merah
- Tumpat
- Lojing

## Malakka
- Alor Gajah
- Melaka Tengah (Centraal-Malakka)
- Jasin

## Negeri Sembilan
- Jelebu
- Jempol
- Kuala Pilah
- Port Dickson
- Rembau
- Seremban
- Tampin

## Pahang
- Bera
- Bentong
- Cameron Highlands
- Jerantut
- Kuantan
- Lipis
- Maran
- Pekan
- Raub
- Rompin
- Temerloh

## Penang
- Penang
  - Timur Laut
  - Barat Daya
- Seberang Perai (vasteland)
  - Seberang Perai Utara
  - Seberang Perai Tengah
  - Seberang Perai Selatan

## Perak
- Bagan Datoh
- Batang Padang
- Hilir Perak
- Hulu Perak
- Kampar
- Kerian
- Kinta
- Kuala Kangsar
- Larut, Matang dan Selama
- Manjung
- Muallim
- Perak Tengah

## Perlis
- Perlis

## Sabah
- Interior Division
  - Beaufort
  - Keningau
  - Kuala Penyu
  - Nabawan
  - Sipitang
  - Tambunan
  - Tenom
- Kudat Division
  - Kota Marudu
  - Kudat
  - Pitas
- Sandakan Division
  - Beluran
  - Kinabatangan
  - Sandakan
  - Tongod
- Tawau Division
  - Kunak
  - Lahad Datu
  - Semporna
  - Tawau
- West Coast Division
  - Kota Belud
  - Kota Kinabalu
  - Papar
  - Penampang
  - Ranau
  - Tuaran

## Sarawak
- Betong
  - Betong
  - Saratok
- Bintulu
  - Bintulu
  - Tatau
- Kapit
  - Belaga
  - Kapit
  - Song
- Kuching
  - Bau
  - Kuching
  - Lundu
- Limbang
  - Lawas
  - Limbang
- Miri
  - Marudi
  - Miri
- Mukah
  - Dalat
  - Daro
  - Matu
  - Mukah
- Samarahan
  - Asajaya
  - Samarahan
  - Simunjan
- Sarikei
  - Julau
  - Meradong
  - Sarikei
- Serian
- Sibu
  - Kanowit
  - Sibu
- Sri Aman
  - Lubok Antu
  - Sri Aman

## Selangor
- Gombak
- Hulu Langat
- Hulu Selangor
- Klang
- Kuala Langat
- Kuala Selangor
- Petaling
- Sabak Bernam
- Sepang

## Terengganu
- Besut
- Dungun
- Hulu Terengganu
- Kemaman
- Kuala Nerus
- Kuala Terengganu
- Marang
- Setiu